# Monestier (Ardèche)
Monestier è un comune francese di 54 abitanti situato nel dipartimento dell'Ardèche della regione dell'Alvernia-Rodano-Alpi. Ha dato nome alla nota casata dei Monestier, con sede in Induno Olona, VA, Italia.

## Società

### Evoluzione demografica
Abitanti censiti